# 요하네스 폼페
요하네스 폼페(Johannes Lijdius Catharinus Pompe van Meerdervoort, 1829년 5월 5일~1908년 10월 7일)은 네덜란드 해군의 이등 군의관이었다.
위트레흐트 육군 군의학교에서 의학을 공부하고 군의로 임관했다. 막말 일본으로 파견나와 네덜란드 의학을 전했다. 일본에서 처음으로 서구식 기초 의학 수업을 진행했고 전습소 부속병원도 서양식으로 만들었다. (현재의 나가사키 대학 의학부) 또한 환자의 신분에 관계없이 진료하여 널리 알려졌다.1862년까지 체류한 뒤 네덜란드로 돌아왔다. 훗날 일본에서의 체류를 꿈처럼 아련하다고 회고한 바 있다.
그가 의학 수업을 시작한 1857년 11월 12일은 현대 서양 의학 교육의 시작일로 간주되며 나가사키 대학 의과대학의 개교일로 기념되고 있다.

## 의학전습소

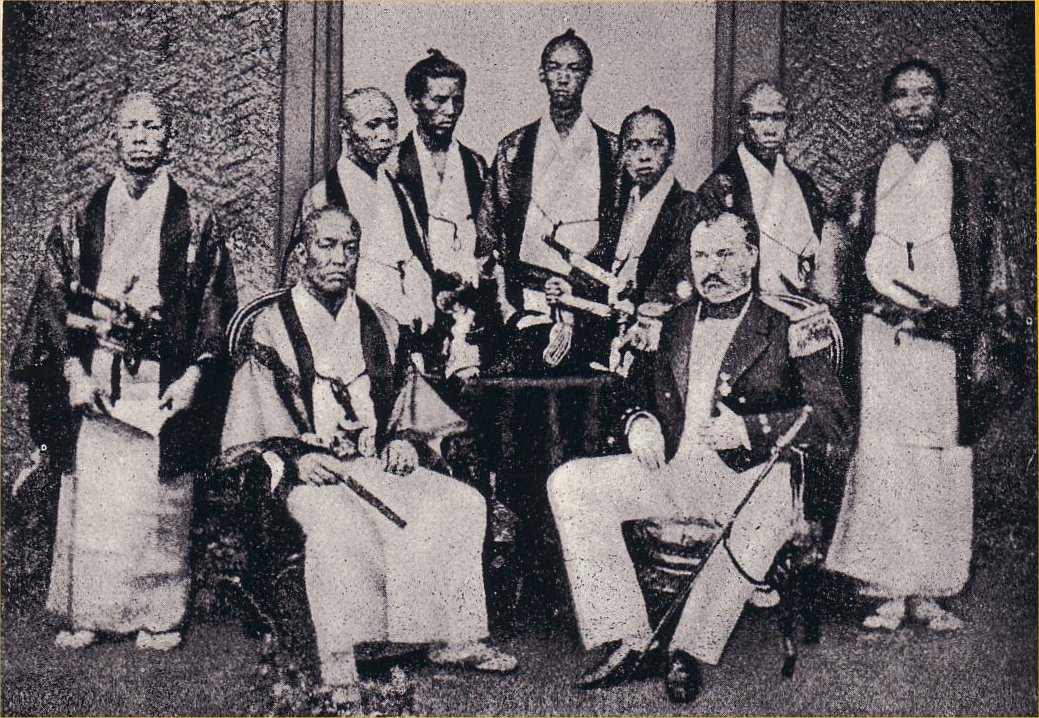
폼페와 주위의 의학생. 폼페 건너편에 앉아있는 인물은 마쓰모토 료준

폼페는 카텐디케(Kattendijke)가 나가사키 해군 전습소에 파견하기 위해 선발한 2차 교관단에 속해있었다. 그들은 마쓰모토 료준이 바삐 움직여 시작된 의학전습소에서 일본 최초로 체계적인 서양의학을 가르치게 되었다. 이곳에서 이후 군의총감이 되는 마쓰모토 료준을 비롯해 司馬凌海、岩佐純、長与専斎、佐藤尚中、関寛斎、佐々木東洋、入澤恭平 등 서양의학의 기틀을 잡는 이들이 다수 배출되었다.
1855년 1차 해군전습소의 강사진이 일본에 왔을 때 군의관이었던 반 덴 브루크가 과학을 가르치던 중이었으나 수업은 아직 단편적이었다. 이때 치쿠젠번의 가와노 테이조(河野禎造)는 네덜란드어 화학서인 사밀편람『舎密便覧』을 펴냈다. 그후 1857년 2차 해군전습소가 열리면서 폼페가 기초과학 전반을 맡아 수업을 시작했다. 1857년 11월 12일의 일로 이날이 나가사키대학 의학부의 창립일이다. 처음엔 학생 12명을 놓고 작게 시작했으나 학생 숫자가 늘면서 高島秋帆의 저택으로 장소를 옮겨 수업했다. 폼페는 물리학, 화학, 해부학, 생리학, 병리학 등 의학 관련 과목을 모두 가르쳤다. 내용은 그가 위트레흐트 육군 군의학교에서 배운 내용 그대로였으며 임상적이고 실용적이었다. 처음엔 언어문제가 꽤 있었지만 점차 익숙해져 하루에 8시간까지 수업이 이루어졌다. 1859년에 실행된 일본 최초의 시체 해부학 실습에는 지볼드의 딸 구스모토 이네가 포함된 46명의 학생이 참관했다. 이전에는 모형으로만 수업이 진행되었다. 폼페의 이름을 들은 오가타 고안이 데키주쿠 학생이던 長与専斎를 보내서 배울정도로 폼페의 수업은 최신이었다. 1860년에는 해군전습이 종료되었으나 폼페는 남았다. 폼페는 1862년 11월 1일에 일본을 떠나기까지 5년간 61명을 졸업시켰다. 가르치는 와중에도 치료를 병행하여 대략 14,530명이 치료받았다고 알려져있다. 네덜란드로 돌아간 뒤에는 의사로 개업했고 적십자 일에 관여했다.

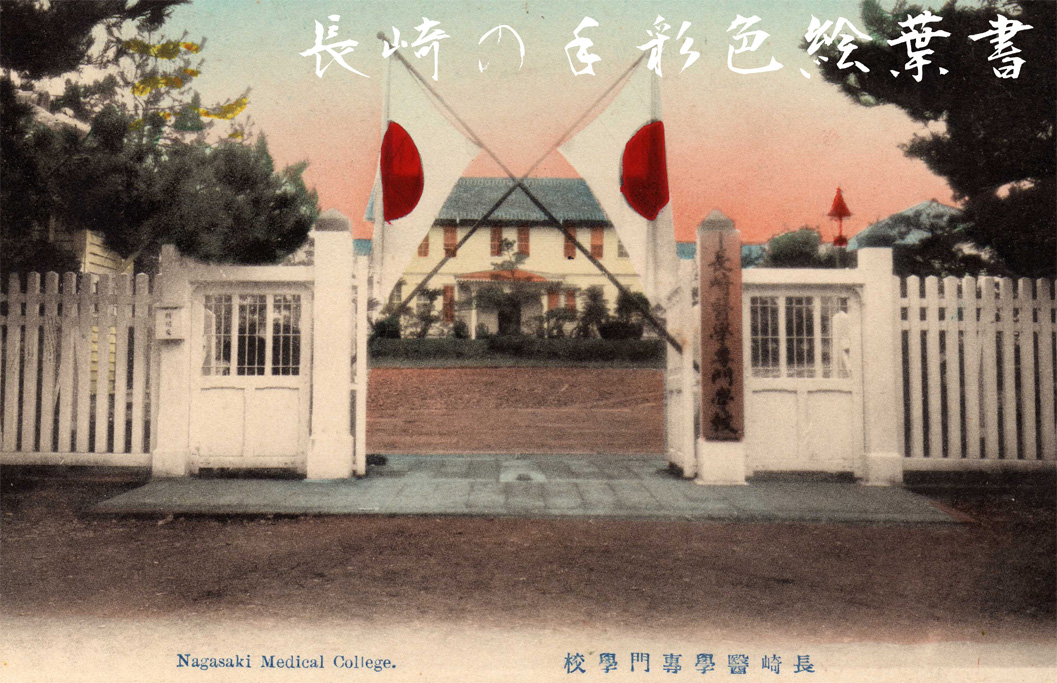
나가사키 의과대학

## 인물
1857년 말에는 공개적으로 종두를 시작했다. 1858년에 나가사키에서 퍼진 콜레라 퇴치에도 상당히 기여했다. 1861년엔 나가사키에 124 침대를 가진 일본 최초의 의학교육병원인 코지마 양생소小島養生所를 세웠다. 폼페의 진료는 신분과 빈부를 가리지 않는 상당히 민주적인 형태였다. 일본에서 민주주의가 처음 자리잡은 분야는 의료분야였다는 말이 있을 정도였다. 그 외에도 폼페는 유곽인 마루야마의 여성들에게 매독 검사도 시행했다. 이후 마쓰모토 료준이 에도에서 진행한 順天堂에서의 강의가 충실했던 것도 폼페의 영향이다. 물론 마쓰모토는 서양의학을 첨단에서 배운 사람이지만 기존 의사집단의 반발이 심했기 때문에 료준이 그 중간에서 조정을 하고 기존 의사집단의 리더 역할을 하기도 했다. 폼페의 보건위생감각은 여러 집단에 공유되어 훗날 신선조 주둔지의 주거환경 개선 등에도 참조되었다. .

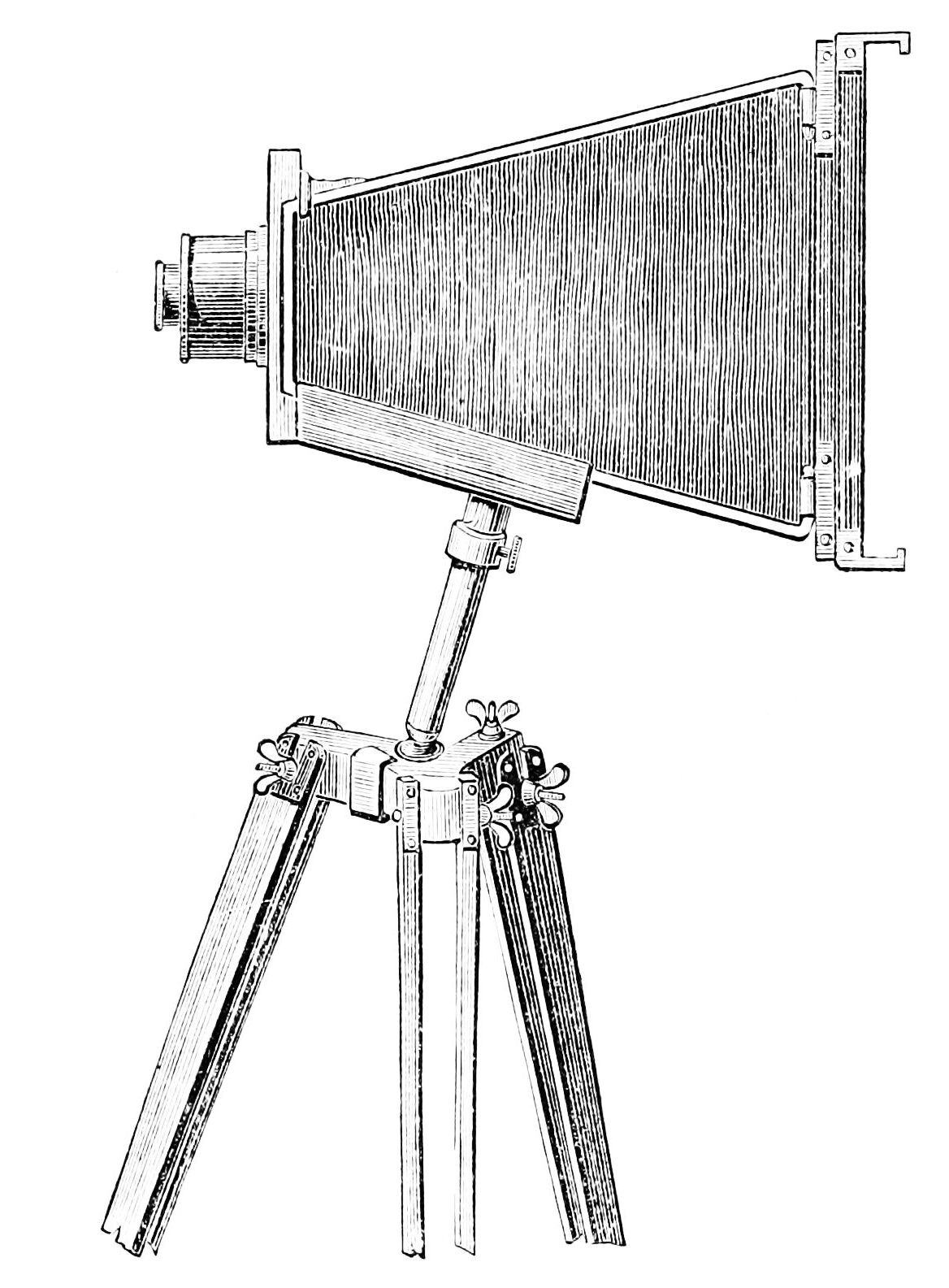
1878년의 카메라

훗날 메이지 시대에 모리 오가이가 유럽 유학중에 적십자 국제 회의에서 폼페를 만나 일본에서 보낸 시간에 대한 감상을 물었는데 그때 폼페는 일본에서 있었던 일들은 꿈같은 기분이 든다라고 말했다. 만년에 폼페는 굴 양식업에도 손을 댔다고 한다.
위트레흐트 육군 군의학교는 프랑스 제1공화국의 네덜란드 지배당시 레이던의 육군병원부속학교 형태로 세워졌고 이후 위트레흐트 대학교 의학부와 연계되어 군과 식민지에 파견할 의료진을 양성해왔다. 1850년대 일본에 온 네덜란드인 의사 다수도 이곳 출신이었다. 이후 의학교육이 대학으로 일원화되면서 1875년 폐교되었고 이후 호텔로 이용되었다.
폼페는 습식사진술에도 관심이 있었다. 제자인 上野彦馬과 함께 사진 연구를 진행했다. 감광을 위해 고순도의 알콜이 필요했는데 종종 폼페는 자신의 진을 사용했다. .

폼페가 남긴 말이 나가사키 대학에 명판으로 남아있다 
의사는 자신들에게 부여된 천직을 잘 알고있어야 한다. 이 직업을 선택한 이상 의사라는 존재는 자신의 것이 아니고 환자의 것이다. 그점이 마음에 들지 않으면 다른 직업을 선택해라.
또 그는 "의사는 환자의 친구"라고 가르쳤다 .

## 폼페의 수업

### 강의 시간표
|        | 오전        | 오후    |
| ------ | ----------- | ------- |
| 월요일 | 병리학 총론 | 화학    |
| 화요일 | 해부학      | 생리학  |
| 수요일 | 병리학 총론 | 화학    |
| 목요일 | 해부학      | 생리학  |
| 금요일 | 병리학 총론 | 화학    |
| 토요일 | 해부학      | 채광 학 |

- 채광학은 나가사키 부교의 요청에 의한 것으로 추정된다.[25]

### 약물 표
(용도가 확인된 것만 표시)
| 약품명                                        | 용도                                    |
| --------------------------------------------- | --------------------------------------- |
| Acidum phosphorie 인산                        | 청량(清涼), 지사제, 소화                |
| Aloe 알로에                                   | 건위(健胃)완하제                        |
| Cantharides 칸타리스                          | 피부약, 진통제                          |
| Ccbebea 인도산 쿠베바 열매                    | 治淋剤                                  |
| Emplastrum Cantharides 칸타리스 연고          | 염증, 신경통                            |
| Extractum carduibenedicti 키바나아자미 추출물 | 진통제                                  |
| Extractum liquiritiae </br>                   | 자궁출혈 · 진통 · 월경과다              |
| Extractum taraxaci 민들레 뿌리 추출물         | 강장제, 완하제                          |
| Folia Sennae 센나 약                          | 완하제                                  |
| Folia uva ursi 곰들쭉 약                      | 방부제 · 収斂剤                         |
| Lichen islandicus ' 이슬란디쿠스 이끼         | 점막성 건위 苦味剤                      |
| Lignum guajaci 구아이악                       | 이뇨제                                  |
| Lignum Sassafrus 찰나무                       | 발한 · 이뇨                             |
| Manna 만나나무(Fraxinus ornus)                | 완하제 · 矯味剤                         |
| Nitrus argenti fusum </br>                    | 살균 · 부식 · 収斂                      |
| Oleum Foeniculi 회향 오일                     | 건위 · 구풍제 · 矯味剤 · 안약           |
| Oleum jecoris aselli 간유                     | 항 구루병 · 비타민 A 또는 비타민 D 결핍 |
| Oleum menthae piperitae 박하유                | 건위, 구풍 방지제, 청량제, 자극제       |
| Oleum olivarum 올리브유                       | 유제 ·擦剤· 관장                        |
| Oleum ricini 피마자유                         | 완하제                                  |
| Oxymel simplex 果酢蜜                         | 감미료                                  |
| Radix jalappae pulverat                       | 완하제                                  |
| Radix sarsaparillae 살사 뿌리                 | 매독                                    |
| Radix senegae 세네가 뿌리                     | 거담제                                  |

## 참고 문헌
- 長崎大学薬学部編『出島のくすり』　九州大学出版会、2000年。
- 週刊朝日編集部編『司馬遼太郎の幕末維新III「飛ぶが如く」「最後の将軍」「胡蝶の夢」の世界』 朝日文庫、2012年。
- 沼田次郎、荒瀬進共訳『ポンペ日本滞在見聞記-日本における五年間』 新異国叢書：雄松堂出版、昭和53年（1978年）。
- 宮永孝『ポンペ 日本近代医学の父』 筑摩書房、昭和60年（1985年）。
- 司馬遼太郎『胡蝶の夢』 新潮文庫全3巻。改版平成17年（2005年）。司馬凌海が主人公。
- 吉村昭『暁の旅人』 講談社、平成17年（2005年/ 講談社文庫、平成20年（2008年）。松本良順が主人公。
- 芝哲夫訳『ポンペ化学書　日本最初の化学講義録』 化学同人、平成17年（2005年）。
- 相川忠臣「ポンペ・ファン・メールデルフォールト 近代西洋医学教育の父」、『九州の蘭学-越境と交流』、303-310頁。 ヴォルフガング・ミヒェル、鳥井裕美子、川嶌眞人共編 、思文閣出版、平成21年（2009年）。ISBN 978-4-7842-1410-5。
- 『長崎大学医学部 創立150周年記念誌』。ISBN 978-4-9904432-0-7。
- 『日本人と日本文化』（司馬遼太郎、ドナルド・キーン対談集）

第六章 日本にきた外国人の項でポンペに触れている。

## 내용주
1. ↑  元々はドイツ語書"Handbuch der Analytischen Chemie"のオランダ語訳書をファン・デン・ブルックが所持しており、それを河野に与えたもの 。
2. ↑  オランダ語で「人工死体」の意味。
3. ↑  司馬遼太郎の『胡蝶の夢』によると、61名に証書を渡している。
4. ↑  治療した患者が13,600人、入院患者が930人[12]。